# Diocesi di Gary
La diocesi di Gary (in latino Dioecesis Gariensis) è una sede della Chiesa cattolica negli Stati Uniti d'America suffraganea dell'arcidiocesi di Indianapolis. Nel 2021 contava 162.553 battezzati su 790.670 abitanti. È retta dal vescovo Robert John McClory.

## Territorio
La diocesi comprende 4 contee nella parte nord-occidentale dello stato americano dell'Indiana: Lake, LaPorte, Porter e Starke.
Sede vescovile è la città di Gary, dove si trova la cattedrale dei Santi Angeli (Cathedral of the Holy Angels).
Il territorio si estende su 4.680 km² ed è suddiviso in 64 parrocchie.

## Storia
La diocesi è stata eretta il 10 dicembre 1956 con la bolla Postulant quandoque di papa Pio XII, ricavandone il territorio dalla diocesi di Fort Wayne (oggi diocesi di Fort Wayne-South Bend).

## Cronotassi dei vescovi
Si omettono i periodi di sede vacante non superiori ai 2 anni o non storicamente accertati.
- Andrew Gregory Grutka † (29 dicembre 1956 - 9 luglio 1984 ritirato)
- Norbert Felix Gaughan † (24 luglio 1984 - 1º giugno 1996 ritirato)
- Dale Joseph Melczek † (1º giugno 1996 succeduto - 24 novembre 2014 ritirato)
- Donald Joseph Hying (24 novembre 2014 - 25 aprile 2019 nominato vescovo di Madison)
- Robert John McClory, dal 26 novembre 2019

## Statistiche
La diocesi nel 2021 su una popolazione di 790.670 persone contava 162.553 battezzati, corrispondenti al 20,6% del totale.
| anno | popolazione | popolazione | popolazione | presbiteri | presbiteri | presbiteri | presbiteri                | diaconi | religiosi | religiosi | parrocchie |
| anno | battezzati  | totale      | %           | numero     | secolari   | regolari   | battezzati per presbitero | diaconi | uomini    | donne     | parrocchie |
| ---- | ----------- | ----------- | ----------- | ---------- | ---------- | ---------- | ------------------------- | ------- | --------- | --------- | ---------- |
| 1966 | 179.051     | 710.000     | 25,2        | 280        | 158        | 122        | 639                       |         | 167       | 612       | 83         |
| 1970 | 184.250     | 837.500     | 22,0        | 254        | 144        | 110        | 725                       |         | 158       | 448       | 86         |
| 1976 | 191.265     | 774.985     | 24,7        | 216        | 136        | 80         | 885                       | 1       | 118       | 322       | 85         |
| 1980 | 199.000     | 817.000     | 24,4        | 201        | 129        | 72         | 990                       | 1       | 102       | 325       | 89         |
| 1990 | 177.110     | 664.330     | 26,7        | 186        | 121        | 65         | 952                       | 34      | 100       | 188       | 83         |
| 1999 | 184.430     | 759.673     | 24,3        | 175        | 125        | 50         | 1.053                     | 28      | 16        | 128       | 77         |
| 2000 | 185.950     | 765.550     | 24,3        | 160        | 112        | 48         | 1.162                     | 27      | 63        | 119       | 79         |
| 2001 | 186.800     | 761.912     | 24,5        | 157        | 110        | 47         | 1.189                     | 39      | 62        | 117       | 79         |
| 2002 | 187.000     | 765.024     | 24,4        | 157        | 113        | 44         | 1.191                     | 39      | 65        | 109       | 79         |
| 2003 | 186.200     | 765.024     | 24,3        | 148        | 106        | 42         | 1.258                     | 39      | 61        | 110       | 78         |
| 2004 | 185.700     | 770.635     | 24,1        | 146        | 103        | 43         | 1.271                     | 50      | 56        | 100       | 76         |
| 2006 | 185.550     | 778.463     | 23,8        | 145        | 100        | 45         | 1.279                     | 43      | 57        | 87        | 76         |
| 2013 | 189.000     | 809.000     | 23,4        | 129        | 94         | 35         | 1.465                     | 64      | 49        | 74        | 72         |
| 2016 | 185.500     | 791.822     | 23,4        | 131        | 87         | 44         | 1.416                     | 66      | 61        | 60        | 72         |
| 2019 | 168.500     | 786.966     | 21,4        | 128        | 81         | 47         | 1.316                     | 68      | 68        | 53        | 66         |
| 2021 | 162.553     | 790.670     | 20,6        | 114        | 71         | 43         | 1.425                     | 65      | 56        | 59        | 64         |